# شهرستان سورد (نبراسکا)
شهرستان سورد، نبراسکا (به انگلیسی: Seward County, Nebraska) یک سکونتگاه مسکونی در ایالات متحده آمریکا است که در نبراسکا واقع شده‌است.

## خصوصیات
شهرستان سورد ۱٬۴۸۹٫۲۵ کیلومترمربع مساحت دارد.